# Крамаренко, Сергей Сергеевич (советский футболист)
Серге́й Серге́евич Крамаре́нко (27 мая 1946, Кировабад — 25 марта 2008, Москва) — советский и азербайджанский футбольный вратарь и тренер. Мастер спорта (1966).

## Биография
Бо́льшую часть карьеры провёл в бакинском «Нефтчи». Бронзовый призёр чемпионата СССР 1966 года. В 1971 году был дисквалифицирован на три года за удар судьи, но в 1973 уже вновь выступал за «Нефтчи» в первой лиге.
Сергей Крамаренко является рекордсменом азербайджанского футбола по количеству игр в высшей лиге чемпионата СССР — 313 матчей (в том числе один аннулированный матч).
Впоследствии стал футбольным тренером.
В июне 2008 года клуб «Нефтчи» учредил награду имени Сергея Крамаренко. Награда вручается лучшему вратарю чемпионата Азербайджана (лучший вратарь будет определяться в конце сезона, по итогам опроса среди специалистов и журналистов).
Сын Дмитрий Крамаренко — также футбольный вратарь, внучка Лала — член сборной России по художественной гимнастике, заслуженный мастер спорта Российской Федерации.